# فيليكس أوبادا
فيليكس أوبادا (بالإنجليزية: Felix Obada)‏ (3 نوفمبر 1989 بواري في نيجيريا - ) هو لاعب كرة قدم نيجيري في مركز الوسط. لعب مع كوارا يونايتد وموروكا سوالوز وماريتزبرغ يونايتد ‏ وتاندا رويال زولو ‏.

## روابط خارجية
- فيليكس أوبادا على موقع قاعدة بيانات كرة القدم.إي يو (الإنجليزية)
- فيليكس أوبادا على موقع Soccerway.com (الإنجليزية)